# Tormos (Valencia)

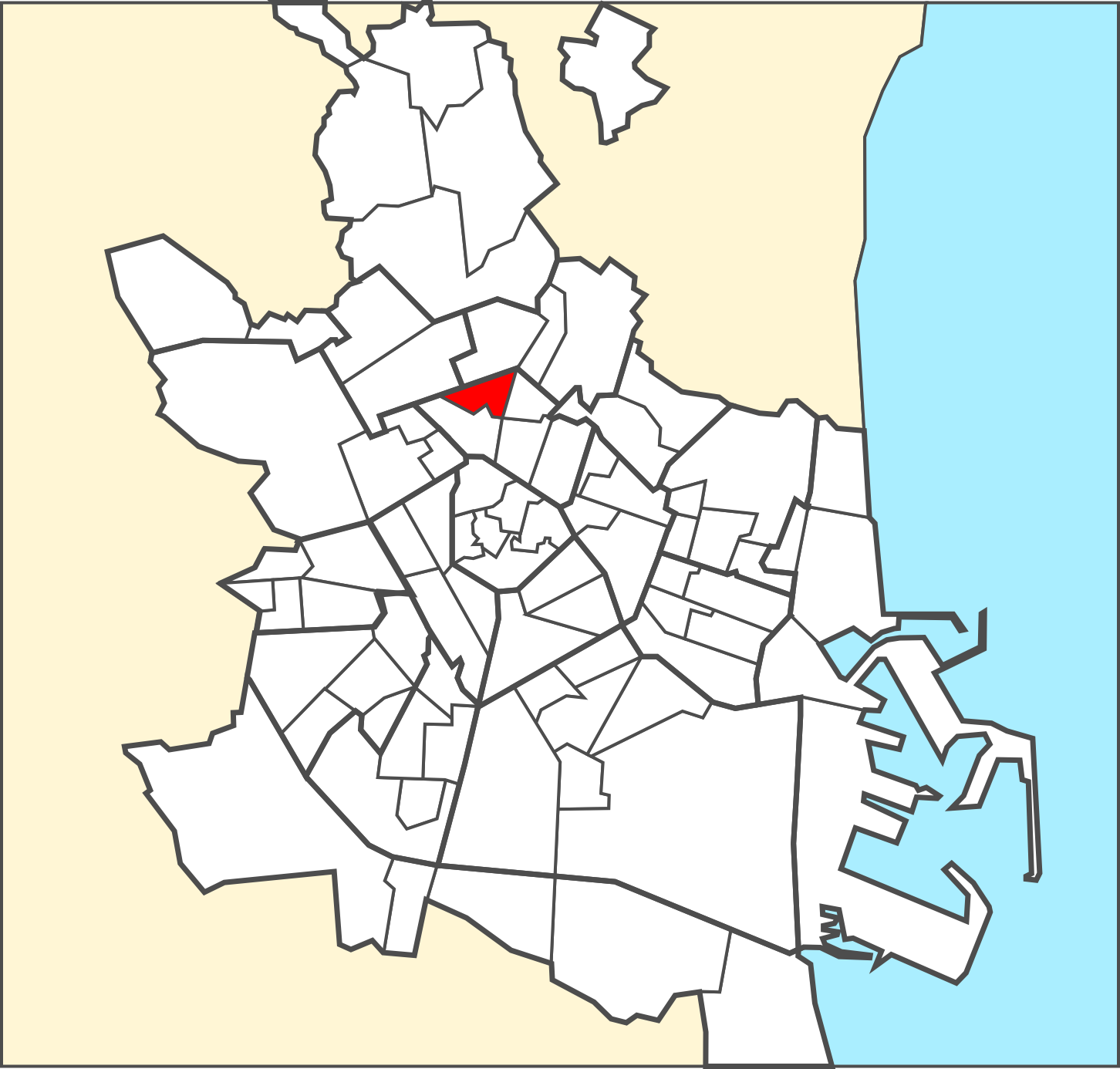
Situación del barrio de Tormos en el municipio de Valencia.

Tormos es un barrio de la ciudad de Valencia (España), perteneciente al distrito de La Zaidía. Está situado al norte de la ciudad y limita al norte con Torrefiel, al este con Sant Antoni, al sur con Marxalenes y al oeste con Benicalap. Su población en 2022 era de 8.511 habitantes.
El topónimo proviene de la acequia de Tormos, ya que un ramal de su "Brazo de Benicalap" regaba gran parte de los campos de huerta que poblaban la zona norte y oeste del actual barrio de Tormos. 